# Рабій Михайло-Костянтин Францович
Михайло-Костянтин Рабій (19 листопада 1898, м. Самбір — 17 вересня 1958, м. Нью-Йорк, США) — український педагог, науковець, фольклорист, письменник, художник, хорунжий УГА.

## Життєпис
Народився 19 листопада 1898 у сім'ї священника о. Франца Рабія.
Початкову освіту одержав у рідному Самборі. Один із провідників галицької молоді, активний організатор аматорських гуртків серед студентства.
В 1915, як молодий гімназист вступив до Січових Стрільців. В 1917 складає іспит зрілости у Відні, а після повертається до своєї фронтової формації.
В 1918 році бере участь в боях за Львів. За свою хоробрість одержує ступень підхорунжого. Ранений у тих боях, був переведений до Камінки Струмілової, а опісля призначений до 2-го Корпусу, що ним командував генерал Мирон Тарнавський. Опісля бере участь в Чортківській офензиві під командуванням генерала Грекова. По переході Галицької Армії за Збруч, бере участь в боях на східніх землях України, перебував у «чотирикутнику смерти». З частинами Армії УНР попадає до польських таборів полонених. По звільненню з таборів вертає додому
Гімназійну матуру склав у Відні. У 1923—1927 рр. студіював право у Львівському Таємному Українському Університеті. Після закінчення викладав у Дрогобицькій приватній гімназії. Згодом вивчав історію та філологію в Ягелонському університеті Кракова, де захистив докторат з філософії.
Від 1929 р.- викладач української мови в Дрогобицькій Українській Дівочій Учительській Семінарії сс. Василіянок (тут викладали також його сестри Марія Рабій і Софія Рабій- мовознавець-діалектолог, дослідниця бойківських говірок).
У грудні 1941 р. після відновлення Державної гімназії в Дрогобичі з українською мовою навчання, доктор Михайло Рабій викладав українську мову.
На прохання управи міста в 1942 р. організував і очолив Український Міський театр в Дрогобичі та був його директором.
У 1944 р. професор М.Рабій разом з родиною емігрував до м. Ляндегута (Баварія). Там організував українську гімназію, в якій учителював, видавав для учнів підручники з української мови, історії, мистецтвознавства й культурології- ці підручники почав писати  ще в таборі емігрантів
У 1948 р. переїхав до Америки, де вчителював у школі українознавства в Нью-Йорку, а згодом був її директором. Публікував статті в українських часописах та «Літописі Бойківщини».
Був опікуном «Пласту».
У 1958 році раптово помер.